# Borănești
Borănești es una comuna ubicada en el distrito de Ialomița, Rumania.

## Superficie
Cuenta con una superficie de 32,82 kilómetros cuadrados.

## Demografía
Hasta 2021 la población era de 2397 habitantes, con una densidad de población de 73,03 habitantes por kilómetro cuadrado.